# Logis Tiphaine
Le Logis Tiphaine, ou Logis Tiphaine de Raguenel ou maison Du Guesclin, est un monument situé au Mont-Saint-Michel, en France.

## Localisation
Le monument est situé dans le département français de la Manche, sur la commune du Mont-Saint-Michel, au nord de l'église Saint-Pierre.

## Historique
Cette demeure édifiée en 1365 aurait hébergé Bertrand Du Guesclin — à l'époque où il était capitaines de Pontorson et du Mont-Saint-Michel — et son épouse, l'astrologue Tiphaine Raguenel.
Restaurée et remaniée au XIXe siècle, elle est la propriété du groupe La Mère Poulard.

## Architecture
Les façades et les toitures sont inscrites au titre des monuments historiques depuis le 1er mars 1928.